# Bering (cheval)
Bering (1983-2011) est un cheval de course pur-sang anglais, spécialisé dans les courses de plat. 

## Carrière de courses
Élevé par Alec Head, entraîné par sa fille Christiane et monté par son fils Freddy, Bering commence sa carrière à l'automne 1985, par une troisième place dans un maiden disputé à Longchamp. Il trouve son jour un mois plus tard à Maisons-Laffitte, de brillante manière, donnant rendez-vous pour les classiques de printemps. Désormais associé à Gary Moore, Bering effectue une rentrée époustouflante dans le Prix Noailles, où il s'envole et laisse à huit longueurs son premier dauphin, Point d'Artois. Le voilà aussitôt propulsé favori du Prix du Jockey Club. Avant le jour J, il remporte une autre préparatoire, le Prix Hocquart, facilement et à nouveau devant Point d'Artois. Dans le Jockey Club, il s'impose sans coup férir devant l'Aga Khan Altayan et celui qui fut sacré meilleur 2 ans européen, l'Anglais Bakharoff. Surtout, il réalise un temps canon, 2'24"10, qui constitue le record de la course (qui tiendra jusqu'au changement de distance en 2005) et demeure, à ce jour, le record de France sur 2 400 mètres. 
On tient là assurément le meilleur 3 ans français. Mais en Angleterre un autre champion défraie la chronique, Dancing Brave, qui aurait dû rester invaincu si son jockey ne s'était pas emmêlé les pinceaux dans le Derby, mais a gagné brillamment toutes ses autres courses, dont les 2000 Guinées et, face aux chevaux d'âge, les Eclipse Stakes et les King George. Les deux poulains se donnent rendez-vous dans le Prix de l'Arc de Triomphe, et tous deux réussissent leur rentrée automnale, Dancing Brave dans les Select Stakes, qui se résument à une promenade de santé (il gagne par dix longueurs), Bering dans le Prix Niel, où il ne rencontre pas d'opposition. Mais l'Arc 1986 ne se résume pas à un duel entre les deux 3 ans, puisqu'à cette édition relevée participent l'infatigable Triptych, l'Allemand Acatenango, invaincu depuis deux ans, Shardari et deux autres 3 ans aux dents longues, Darara (Prix Vermeille) et Shahrastani, auteur du doublé Derby / Irish Derby. Pourtant, Dancing Brave et Bering forment le jumelé gagnant, mais à vrai dire on ne voit qu'un seul cheval dans la ligne droite, et c'est Dancing Brave, qui dévore tout le peloton, abaisse le record de l'épreuve et réalise une performance si étourdissante que Timeform dégaine un rating exceptionnel, 140. C'est l'une des plus belles arrivées de l'histoire de la plus belle course du monde. Avec lui aussi un rating hors normes, 136, Bering prouve malgré sa défaite qu'il est un authentique champion et qu'il aurait fait un beau vainqueur d'Arc (il devance Triptych et Sharastani pour le premier accessit) s'il n'était pas né la même année que son rival anglais. On ne reverra plus l'alezan après cette année de 3 ans presque parfaite, qui prend le chemin du haras.    

### Résumé de carrière
| Date         | Hippodrome       | Pays        | Course                    | Statut      | Distance    | Jockey      | Place       | Écart       | Vainqueur ou deuxième |
| 1985, 2 ans  | 1985, 2 ans      | 1985, 2 ans | 1985, 2 ans               | 1985, 2 ans | 1985, 2 ans | 1985, 2 ans | 1985, 2 ans | 1985, 2 ans | 1985, 2 ans           |
| ------------ | ---------------- | ----------- | ------------------------- | ----------- | ----------- | ----------- | ----------- | ----------- | --------------------- |
| 5 octobre    | Longchamp        | France      | Prix Cambis               | Maiden      | 1 600 m     | Freddy Head | 3e / 7      | 1 ¾         | Sharp Choice          |
| 5 novembre   | Maisons-Laffitte | France      | Prix Mieuxce              | Maiden      | 1 700 m     | Freddy Head | 1er / 21    | 2 ½         | Engulf                |
| 1986, 3 ans  |                  |             |                           |             |             |             |             |             |                       |
| 20 avril     | Longchamp        | France      | Prix Noailles             | Gr. 2       | 2 200 m     | Gary Moore  | 1er / 9     | 8           | Point d'Artois        |
| 11 mai       | Longchamp        | France      | Prix Hocquart             | Gr. 2       | 2 400 m     | Gary Moore  | 1er / 7     | 2           | Point d'Artois        |
| 8 juin       | Chantilly        | France      | Prix du Jockey Club       | Gr. 1       | 2 400 m     | Gary Moore  | 1er / 13    | 1 ½         | Altayan               |
| 14 septembre | Longchamp        | France      | Prix Niel                 | Gr. 3       | 2 400 m     | Gary Moore  | 1er / 5     | 2 ½         | Malakim               |
| 5 octobre    | Longchamp        | France      | Prix de l'Arc de Triomphe | Gr. 1       | 2 400 m     | Gary Moore  | 2e / 15     | 1 ½         | Dancing Brave         |

## Au haras
Bering entame sa carrière d'étalon aux États-Unis, à Walmac Farm, à $ 75 000 la saillie. Mais son succès américain est plutôt limité et il retrouve le vieux continent en 1992, s'installant au Haras du Quesnay, chez la famille Head. L'un des étalons les plus chers de France à l'époque (150 000 Francs la saillie en 2000), il y réussit plutôt bien, donnant six vainqueurs de groupe 1 parmi lesquels les classiques Pennekamp (Prix de la Salamandre, Dewhurst Stakes, 2000 Guinées), American Post (Prix Jean-Luc Lagardère, Racing Post Trophy, Poule d'Essai des Poulains) ou encore Matiara (Poule d'Essai des Pouliches). Il est également le père de mère de Harbinger et Stradivarius. 
Retiré de la monte en 2009, Bering meurt deux ans plus tard, à 28 ans. 

## Origines
Arctic Tern doit grandement à Bering son titre de tête de liste des étalons en France en 1986. Ce fils de l'illustre Sea Bird, vainqueur du Prix Ganay, a commencé sa carrière de reproducteur au Haras du Quesnay et l'a commencé fort en donnant coup sur coup deux lauréates du Prix de Diane, Harbour et Escaline. Il rejoint ensuite Lane's End Farm puis se fixe au Haras du Petit-Tellier jusqu'à sa mort en 1988.
Beaune, la mère de Bering, est une élève d'Alec Head qui a gagné ses galons classiques en se classant deuxième de la Poule d'Essai des Pouliches et du Prix Saint-Alary en 1977. Bering est le seul de ses produits à s'être illustré. La deuxième mère, Barbra, a donné également Bulington, vainqueur d'un Grand Prix de Vichy, et se réclame de son frère Beaugency (par Val de Loir), vainqueur du Gran Premio di Milano et deuxième du Jockey Club. 

### Pedigree
| Origines de Bering (GB), mâle alezan né en 1983 | Origines de Bering (GB), mâle alezan né en 1983 | Origines de Bering (GB), mâle alezan né en 1983 | Origines de Bering (GB), mâle alezan né en 1983 |
| ----------------------------------------------- | ----------------------------------------------- | ----------------------------------------------- | ----------------------------------------------- |
| Père Arctic Tern                                | Sea Bird                                        | Dan Cupid                                       | Native Dancer                                   |
| Père Arctic Tern                                | Sea Bird                                        | Dan Cupid                                       | Vixenette                                       |
| Père Arctic Tern                                | Sea Bird                                        | Sicalade                                        | Sicambre                                        |
| Père Arctic Tern                                | Sea Bird                                        | Sicalade                                        | Marmelade                                       |
| Père Arctic Tern                                | Bubbling Beauty                                 | Hasty Road                                      | Roman                                           |
| Père Arctic Tern                                | Bubbling Beauty                                 | Hasty Road                                      | Traffic Court                                   |
| Père Arctic Tern                                | Bubbling Beauty                                 | Almahmoud                                       | Mahmoud                                         |
| Père Arctic Tern                                | Bubbling Beauty                                 | Almahmoud                                       | Arbitrator                                      |
| Mère Beaune                                     | Lyphard                                         | Northern Dancer                                 | Nearctic                                        |
| Mère Beaune                                     | Lyphard                                         | Northern Dancer                                 | Natalma                                         |
| Mère Beaune                                     | Lyphard                                         | Goofed                                          | Court Martial                                   |
| Mère Beaune                                     | Lyphard                                         | Goofed                                          | Barra                                           |
| Mère Beaune                                     | Barbra                                          | Le Fabuleux                                     | Wild Risk                                       |
| Mère Beaune                                     | Barbra                                          | Le Fabuleux                                     | Anguar                                          |
| Mère Beaune                                     | Barbra                                          | Biobelle                                        | Cernobbio                                       |
| Mère Beaune                                     | Barbra                                          | Biobelle                                        | La Beloli (famille 7-f)                         |